# Валд (Алгој)
Валд (њем. Wald) општина је у њемачкој савезној држави Баварска. Једно је од 45 општинских средишта округа Осталгој. Према процјени из 2010. у општини је живјело 1.045 становника. Посједује регионалну шифру (AGS) 9777179.

## Географски и демографски подаци
Валд се налази у савезној држави Баварска у округу Осталгој. Општина се налази на надморској висини од 800 метара. Површина општине износи 18,0 km². У самом мјесту је, према процјени из 2010. године, живјело 1.045 становника. Просјечна густина становништва износи 58 становника/km².